# Alliance réformée allemande
L' Alliance réformée en Allemagne (Reformierte Bund in Deutschland evangelischer Verein) est une fédération d'églises, de congrégations, d'associations et de particuliers souscrivant aux confessions de foi réformées (calvinistes). Elle a été fondée en 1884 et regroupe environ deux millions de paroissiens réformés en Allemagne. Depuis 2006, son siège est à Hanovre.
En tant que fédération, la fédération n'est pas une église régionale et n'est donc a priori pas membre de l'Église protestante en Allemagne (EKD), tout en ayant le statut d'invité dans la conférence de l'église. En 2013, une nouvelle entité légale appelée « Alliance réformée dans l'EKD » (Reformierter Bund in der EKD) a été fondée afin de permettre à l’Alliance réformée de s'intégrer dans l'EKD tout en conservant sa personnalité propre. Les titulaires des postes de responsabilité au sein de l'Alliance Réformée restent inchangés. En conséquence de ce changement, l'Alliance réformée allemande est traitée sur un pied d'égalité avec l'Union luthérienne (VELKD) et les Églises unifiées (luthéro-réformées, ICES).

## Principales composantes
Les membres de l'Alliance réformée allemande sont:
- l'Église réformée protestante de la province de Hanovre, fondée en 1882, depuis 2009, l'Église protestante réformée (ERK).
- l’Église régionale de Lippe, principalement réformée,
- l'Union des Églises réformées évangéliques fondée en 1928 en Allemagne,
- l'église évangélique vieille-réformée de Basse-Saxe (EAK) et les paroisses réformées individuelles des églises évangéliques régionales.

Cet ensemble d'églises et de paroisses regroupent environ 400 communautés réformées, plus 730 adhérents individuels.
En outre, certaines églises évangéliques régionales sont également représentées au sein de l'Alliance réformée, car elles comportent en leur sein des paroisses réformées aux côtés des paroisses luthériennes et unifiées. Les églises régionales suivantes délèguent donc des représentants au sein des instances dirigeantes de la l'Alliance réformée :
- l'Église protestante en Rhénanie,
- l'Église protestante de Westphalie,
- l'Église protestante en Hesse et Nassau,
- l'Église protestante de Hesse électorale-Waldeck,
- l'Église protestante de Brême.

## Instances dirigeantes
L'Alliance réformée allemande est régie par son assemblée générale bisannuelle. Entre deux assemblées générales, le directoire élu par  l'assemblée générale, et dont le président est le modérateur, dirige l'Alliance. Les directoire comporte 24 membres, dont douze sont élus par l'Assemblée générale, neuf sont délégués par les Églises régionales représentées et trois sont cooptés par le directoire lui-même. Le modérateur est depuis 2015 le pasteur Martin Engels.
Au siège de l'Alliance réformée, qui après avoir longtemps été fixé à Wuppertal a été transféré à Hanovre en 2006, l'administration de l'Alliance est placée sous l'autorité d'un secrétaire général. Le pasteur Achim Detmers occupe actuellement ce poste.

## Activités
L'Alliance réformée est membre du réseau anti-mondialisation Attac. Elle possède également ses propres groupes de travail, tels que la "Convention Nord", qui élabore des dossiers sur les questions théologiques et socio-politiques afin de nourrir le travail de réflexion des communautés membres. En 2009, la Fédération réformée était responsable de l' "année Calvin", occasion de célébrer le 500e anniversaire du réformateur Jean Calvin.